# Roberto Jonás
Roberto Jonás Alonso, dit Roberto Jonás, né le 7 juin 1967 en Andorre, est un ancien  footballeur international andorran, évoluant au poste de défenseur.

## Biographie

### Sélection
Roberto Jonás est convoqué pour la première fois par le sélectionneur national Miluir Macedo pour un match amical face aux îles Féroé le 3 mars 1999 (0-0). Le 1er septembre 2001, il marque son seul but en équipe d'Andorre lors d'un match des éliminatoires de la Coupe du monde 2002 face au Portugal (défaite 7-1).
Il compte 30 sélections et 1 buts avec l'équipe d'Andorre entre 1999 et 2005.

## Palmarès
- CE Principat :
  - champion d'Andorre en 1999
  - vainqueur de la Coupe d'Andorre en 1999.
- Constel·lació Esportiva :
  - champion d'Andorre en 2000
  - vainqueur de la Coupe d'Andorre en 2000.
- FC Santa Coloma :
  - champion d'Andorre en 2003
  - vainqueur de la Coupe d'Andorre en 2003
  - vainqueur de la Supercoupe d'Andorre en 2003.
- UE Sant Julià :
  - champion d'Andorre en 2005
  - vainqueur de la Supercoupe d'Andorre en 2004.

## Statistiques

### Buts en sélection
Le tableau suivant liste tous les buts inscrits par Roberto Jonás avec l'équipe d'Andorre.

## Référence
1. ↑  (en) « Fiche de Roberto Jonás », sur eu-football.info